# 결명자차

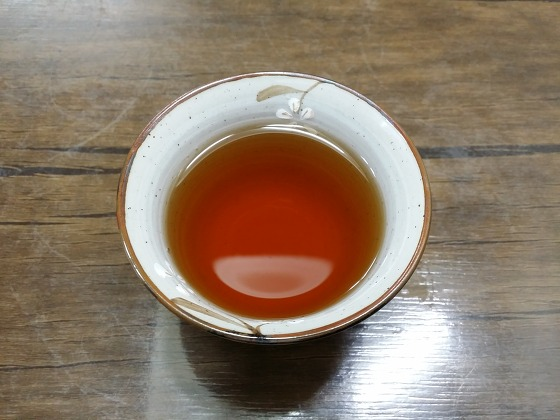
결명자차

결명자차(決明子茶)는 볶은 결명자를 끓는 물에 달여낸 차다. 여름에는 따뜻하게 겨울에는 시원하게 마시는 차로서 알려져 있다.

## 효능
결명자의 한자 뜻인 ‘눈을 밝게 틔우는 씨앗’이라는 이름대로 결명자는 눈을 맑고 총명하게 해주는 작용을 한다. 한약재로도 쓰이는 결명자차는 자주 마시면 결막염, 백내장, 녹내장, 신장병, 구강염, 숙취 , 고혈압, 위 질병, 변비 등의 치료에 도움이 된다. 여러 연구결과중 콜레스테롤을 낮추는 기능도 밝혀졌다.

## 부작용
결명자차는 혈압을 낮춰주는 효능이 있으므로 저혈압 환자에게는 해로울 수 있다. 또한 과다한 수분량으로 설사를 자주하는 사람의 건강에는 악영향을 끼칠 수 있다.

## 만드는 법

### 재료 손질법
- 싱싱한 결명자를 골라 깨끗이 씻어 물기를 뺀다.
- 프라이팬에 약한 불로 볶는다.
- 노릇노릇하게 볶은 후 방습제를 넣어 통에 보관한다.

### 재료
결명자 20g / 물 2리터

### 끓이는 법
차관에 결명자를 넣고 물을 부어 끓인다.
끓기 시작하면 불을 줄인 후 은근히 오랫동안 달인다.